# Сантьяго (тауншип, Миннесота)
Сантьяго (англ. Santiago) — тауншип в округе Шербурн, Миннесота, США. На 2000 год его население составило 1555 человек.

## География
По данным Бюро переписи населения США площадь тауншипа составляет 94,1 км², из которых 93,5 км² занимает суша, а 0,6 км² — вода (0,63 %).

## Демография
По данным переписи населения 2000 года здесь находились 1555 человек, 477 домохозяйств и 395 семей. Плотность населения — 16,6 чел./км². На территории тауншипа расположено 483 постройки со средней плотностью 5,2 построек на один квадратный километр. Расовый состав населения: 98,39 % белых, 0,26 % афроамериканцев, 0,19 % коренных американцев, 0,13 % азиатов, 0,06 % — других рас США и 0,96 % приходится на две или более других рас. Испанцы или латиноамериканцы любой расы составляли 0,26 % от популяции тауншипа.
Из 477 домохозяйств в 53,2 % воспитывались дети до 18 лет, в 74,2 % проживали супружеские пары, в 3,8 % проживали незамужние женщины и в 17,0 % домохозяйств проживали несемейные люди. 12,4 % домохозяйств состояли из одного человека, при том 3,1 % из — одиноких пожилых людей старше 65 лет. Средний размер домохозяйства — 3,18, а семьи — 3,46 человека.
35,0 % населения — младше 18 лет, 6,4 % — в возрасте от 18 до 24 лет, 37,4 % — от 25 до 44, 16,0 % — от 45 до 64, и 5,1 % — старше 65 лет. Средний возраст — 31 год. На каждые 100 женщин приходилось 108,2 мужчин. На каждые 100 женщин старше 18 приходилось 113,5 мужчин.
Средний годовой доход домохозяйства составлял 58 688 долларов, а средний годовой доход семьи — 60 962 доллара. Средний доход мужчин — 40 982 доллара, в то время как у женщин — 26 587. Доход на душу населения составил 19 029 долларов. За чертой бедности находились 5,2 % семей и 8,5 % всего населения тауншипа, из которых 10,4 % младше 18 и 13,8 % старше 65 лет.